# Révolte des Maccabées
Batailles
- Apollonios
- Beth Horon
- Emmaüs
- Beth Zur
- Beth Zacharia
- Adassa
- Dathema
- Élassa

La révolte des Maccabées est une révolte qui se déroule en Judée de 167 à 140 av. J.-C. C'est à la fois une révolte des Juifs contre la dynastie grecque des Séleucides et un conflit interne au peuple juif opposant les traditionalistes hostiles à l’évolution de la tradition juive et des Juifs hellénisants plus favorables à la culture grecque. Elle tire son nom de Judas Maccabée, dont la famille prend la tête de la révolte. Les dirigeants de cette révolte sont Mattathias et ses fils, notamment Judas Maccabée et Simon. Les évènements sont racontés dans les deux premiers Livres des Maccabées. La révolte conduit à la fondation de la dynastie des Hasmonéens.

## Contexte historique

### Conquête séleucide de la Judée
Après la mort d’Alexandre le Grand en 323, la Judée passe sous le contrôle des Lagides d’Égypte et fait partie de la province de Syrie-Phénicie. S’ouvre alors une période de rencontre entre le judaïsme et la culture grecque aussi bien en Judée que dans la Diaspora. À l’issue de la cinquième guerre de Syrie, vers 201, Antiochos III prend le contrôle de la Judée. Les relations entre les Séleucides et les Judéens sont d'abord harmonieuses. Le témoignage de Flavius Josèphe montre qu'Antiochos III a une image favorable auprès des Judéens. Il consent des privilèges aux Juifs et protège la sacralité du Temple de Jérusalem. Les faveurs s'étendent aux Juifs de la Diaspora qui sont considérés comme fidèles au nouveau pouvoir. En respectant les institutions et les règles de vie traditionnelles, Antiochos s'inscrit dans la continuité des Perses et des Lagides.
Mais en 188, les Séleucides sont vaincus par les Romains lors de la guerre antiochique. Le traité d'Apamée retire les possessions d'Antiochos en Asie Mineure et lui impose de verser une colossale indemnité à Rome. Ce fardeau financier amorce la désintégration de l'empire séleucide. Dès lors, Antiochos n'a plus les moyens d'accorder des largesses à ses sujets. Il est tenté de piller les temples qui remplissaient alors la fonction de banque de dépôt. Il est assassiné pour avoir voulu piller un temple en Élymaïde. Son successeur Séleucos IV s'intéresse au Temple de Jérusalem. Il envoie Héliodore s'emparer des sommes déposées dans le temple. Même si une intervention surnaturelle protège le temple, les besoins financiers des Séleucides continuent à impacter leur politique en Judée. Antiochos IV Épiphane, successeur de Séleucos, plus ou moins soutenu par les Romains, continue à alourdir la fiscalité en Judée, obligeant le grand-prêtre, nommé par le pouvoir séleucide, à entamer le trésor du temple de Jérusalem. À cette époque, le grand-prêtre est un personnage de première importance ; c’est lui qui est habilité à prélever de l’argent sur le trésor du temple pour payer le tribut exigé par Antiochos IV.

### Hellénisme à Jérusalem

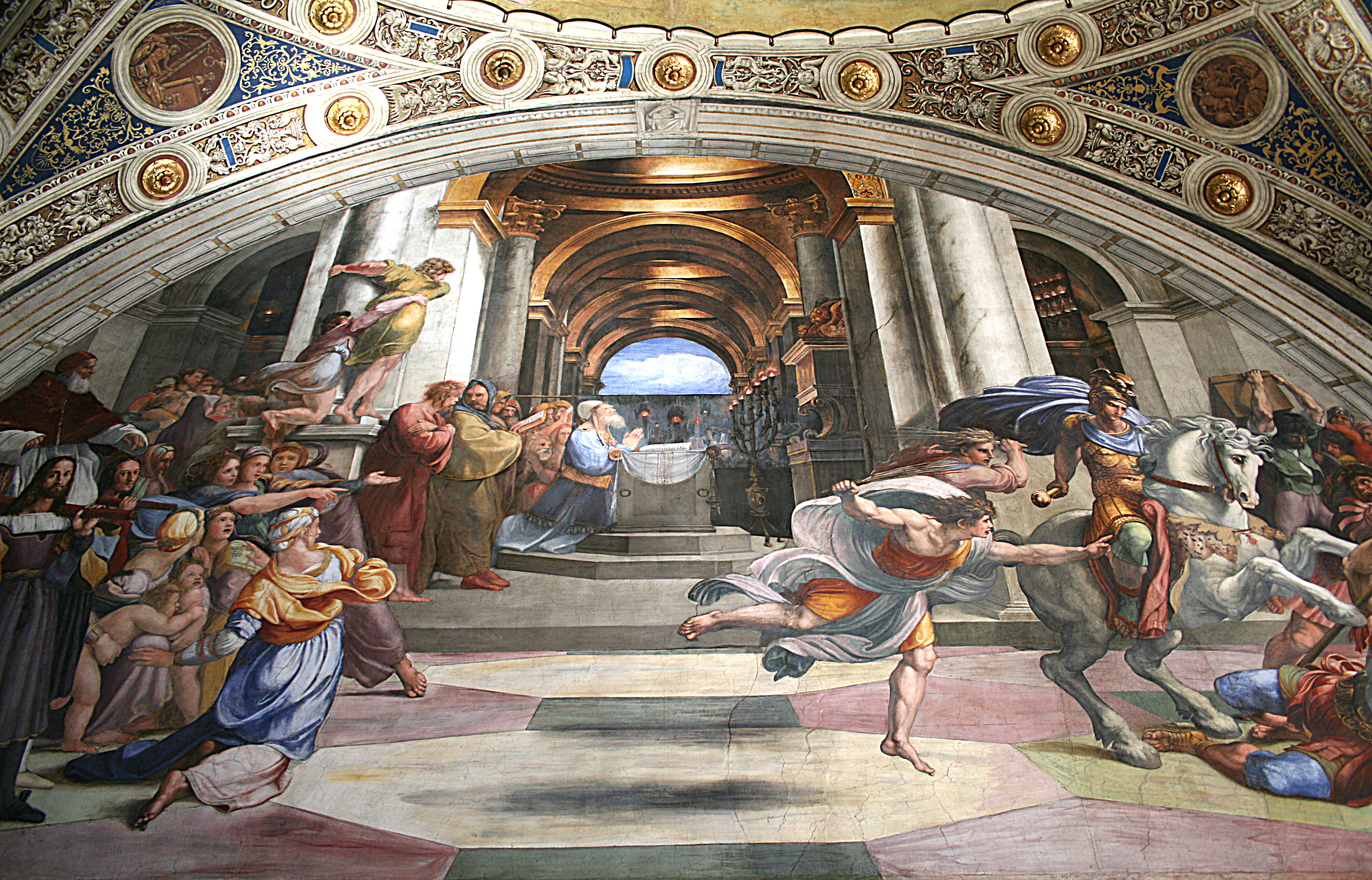
Héliodore chassé du Temple, Raphaël, Vatican (1511-1512).

En 175 av. J.-C., au moment où meurt Séleucos IV, le grand-prêtre des Juifs, Onias III, est à Antioche pour se justifier d’avoir refusé le prélèvement des trésors du temple de Jérusalem par le ministre séleucide, Héliodore. Il est accompagné de son frère, Josué, qui se fait appeler par le nom grec de Jason. Celui-ci intrigue auprès du nouveau roi, Antiochos IV, frère du précédent, dont la légitimité est contestée : c’est à son neveu, otage à Rome, que devrait revenir la royauté. Jason fait une triple proposition au nouveau roi : qu’il le nomme, lui Jason, comme grand-prêtre à la place d’Onias, qu’il lui accorde le droit de transformer la ville de Jérusalem en une nouvelle cité grecque, une polis, et en échange, il lui promet une augmentation du tribut et le versement d’importantes sommes supplémentaires. Antiochos accepte. 
La transformation de Jérusalem en une cité grecque se fait donc à l’initiative des Juifs hellénisés et non du roi séleucide.
À l’époque où Antiochos IV Épiphane prend la tête de l’empire Séleucide en 175, un parti hellénique s’établit en Judée pour une longue période. Rentré à Jérusalem, Jason fonde un gymnase au pied du mont du Temple et un éphébéion, un organisme de formation des futurs citoyens. Jason fonde une cité grecque à Jérusalem, pratique courante à l'époque, dans une région, la Judée, qui possède déjà une gérousia.  Il ne semble pas avoir bouleversé les institutions politiques ; d'ailleurs, son pire adversaire, l’auteur du Deuxième Livre des Maccabées, un contemporain, ne lui en fait pas le reproche. Jason, poussé par une partie des élites hellénisées de Judée, cherche à gommer les différences entre les Juifs et leurs voisins et à éviter d'être séparé du monde ambiant, qui est largement hellénisé. La réforme de Jason rencontre un réel succès, confirmé par les deux Livres des Maccabées. La fondation d'institutions grecques vise à sortir la Judée de son particularisme régional. Elle offre la possibilité aux grandes familles de fournir une éducation supérieure à leurs enfants. L'aristocratie sacerdotale, qui constitue alors la noblesse juive, adhère à ces évolutions qui lui confèrent un statut social analogue à celui des notables des cités hellénistiques. Jason établit la liste des nouveaux citoyens, les Antiochiens de Jérusalem.
L'hellénisation ne se traduit pas par un abandon de la tradition juive. Lorsque Jason envoie des athlètes aux jeux en l’honneur de l’Héraclès tyrien Melkart, invités comme tous les habitants des cités grecques de la région, les Antiochiens de Jérusalem dépensent les sommes d’argent à acheter des équipements pour des trières, mais sans s'associer aux sacrifices en l'honneur d'Héraclès. Les Juifs hellénisés ne renoncent pas  à leurs rites et aux préceptes de leur religion. 
La réforme de Jason ne va cependant pas sans problème. D’abord, il a obtenu son poste par l’intrigue et en promettant de l’argent : c’est le peuple qui paie. De plus, aux yeux des Juifs traditionnels, ceux qui sont étrangers aux modes nouvelles, il est difficile de comprendre comment on peut rester Juif en adoptant des mœurs aussi étrangères à la tradition que la nudité du gymnase. D’autant que les Juifs qui fréquentent le gymnase en viennent soit à masquer leur circoncision (« ils se firent faire des prépuces »), soit à y renoncer pour leurs enfants mâles, violant alors la loi de la Torah. Jason joue un rôle majeur dans cette évolution en se voulant l'artisan d'une réforme qui effacerait le particularisme juif sans abolir le judaïsme, qui reste en outre le fondement de son pouvoir en tant que grand-prêtre. Si le peuple ne se soulève pas pour autant contre ces innovations, les prêtres de province se montrent critiques vis-à-vis de l'aristocratie de Jérusalem, creusant l'écart entre les élites et les plus modestes restés fidèles à la tradition.

### Crise du pontificat et guerre civile

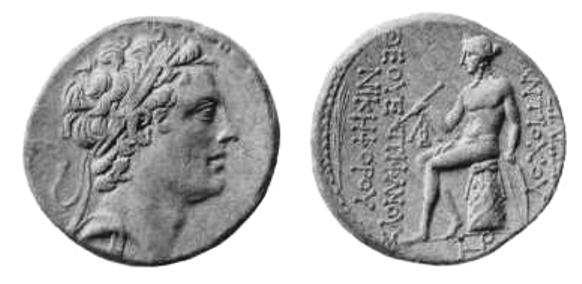
Monnaie à l'effigie d'Antiochos IV.

À côté des tensions créées au sein de la population juive entre les partisans d’une hellénisation et les traditionalistes, la révolte des Maccabées s’inscrit sur un fond de corruption et de crise politique créée autour du poste de grand-prêtre.
La charge de grand-prêtre était jusque-là héréditaire. Les grands-prêtres étaient issu de la lignée de Sadoq qui avait participé à l'inauguration du Temple de Salomon. La dignité de la lignée sadocide était très respectée par le peuple. Avec l'intervention de Jason et d'Antiochus, la charge devient vénale. Et en achetant sa charge, Jason ouvre la porte à la concurrence : de fait, en 172 av. J.-C., un de ses parents, Ménélas, dont le nom souligne l’hellénisme, intrigue à son tour auprès d’Antiochos. Il est nommé grand-prêtre à la place de Jason en 172 et fait assassiner Onias III alors réfugié à Antioche. Son frère Lysimaque prend au temple de Jérusalem de la vaisselle sacrée pour financer les sommes promises au roi. Le vol provoque en 170 des émeutes et la mort du voleur tombé entre les mains des émeutiers. Ménélas est arrêté et traduit en justice mais il parvient à corrompre l'envoyé du roi. Jason revient comme grand-prêtre à la place de Ménélas en 168. Ce retour de Jason intervient après plusieurs années de guerre entre les factions juives de Ménélas et de Jason, toutes deux hellénisantes, mais celle de Ménélas est certainement plus radicale et plus prompte à renoncer aux traditions juives. S’ouvre alors une période de guerre civile entre les deux factions hellénisantes.

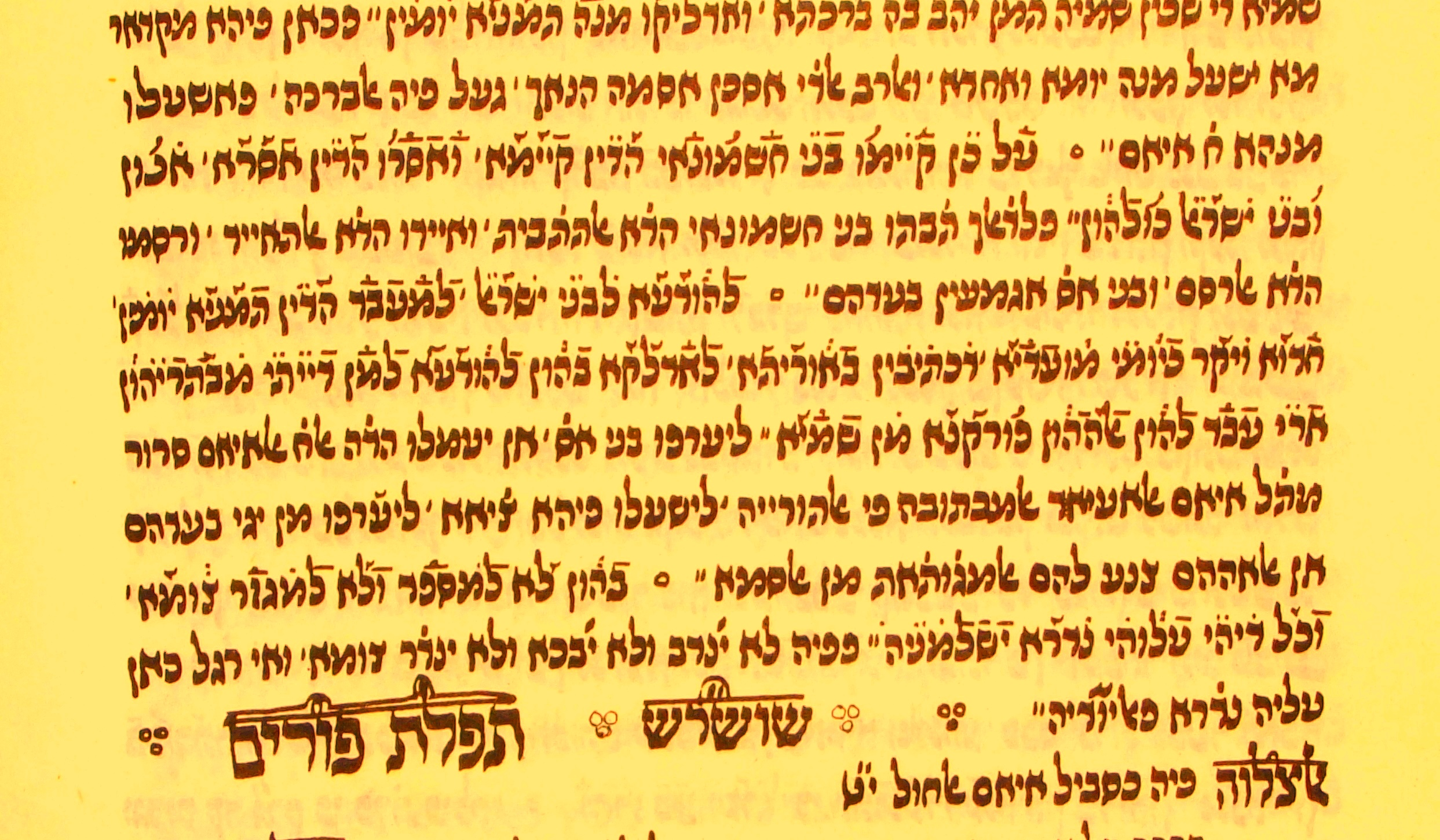
Section en araméen sur Antiochos IV sur un siddour yéménite.

La fonction de grand-prêtre, qui servait alors d'intercesseur entre le peuple et les autorités grecques, est complètement déconsidérée. L'assassinat du grand prêtre légitime Onias III constitue un scandale pour le peuple dont la colère s'exprime moins contre l'hellénisation que contre la corruption qui se développe au sein de l'aristocratie sacerdotale prête à piller les richesses sacrées du Temple.
Le peuple assiste à cette guerre civile dont il paie la facture. La pression fiscale au profit du roi, entre 175 et 169 a été si forte qu'elle doit être prise en compte dans le soulèvement populaire sur le point d'éclater. Certains fuient au désert, d’autres s’agitent. Un trésor de pièces d'argent découvert dans un grotte du Wadi Murabba'at montre que le désert de Judée sert de refuge pendant cette période troublée. On passe de l’indignation muette à un début de révolte à laquelle Ménélas, qui bénéficie du soutien du roi, est incapable de faire face. Il fait appel aux troupes royales, tandis que Jason, vaincu, se réfugie d’abord chez le roi des Nabatéens à Pétra, puis à Sparte. Les troupes séleucides interviennent donc d’abord pour mettre fin à des troubles entre Juifs.

### Une hellénisation forcée?
En 170-169 av. J.-C., Antiochos IV ne s’est pas soucié de la situation en Judée, sauf pour nommer le grand-prêtre et monnayer la charge. En 169, la guerre reprend entre les Lagides et les Séleucides. Antiochos, d'abord vainqueur, doit se retirer. À son retour, il pille le temple de Jérusalem, probablement pour financer sa dette envers Rome. En 168, il entreprend une nouvelle campagne. Il se heurte alors à l'émissaire du Sénat romain qui le contraint à mettre fin à la guerre. Ces événements sont décrits de manière allusive dans le livre de Daniel (Da 11,25-28).
Antiochos IV commence à s’inquiéter alors qu'il compte lancer de nouvelles expéditions contre les Lagides et contres les Parthes. Il ne peut pas laisser sur ses arrières un foyer de rébellion susceptible de le couper de ses bases syriennes. Une forteresse séleucide, l'Acra, se dresse déjà au cœur de Jérusalem. Il interprète à tort l'agitation en Judée comme une révolte politique pour le pouvoir séleucide. À ses questions sur les causes des troubles en Judée, on a dû lui répondre que les Juifs se disputent au sujet de la Loi : le texte de II Maccabées oppose constamment ceux qui font preuve de zèle pour la Loi (Torah), et ceux qui font preuve de zèle contre la Loi, c'est-à-dire les hellénistes qui ne sont pas hostiles à la Loi mais en proposent une nouvelle interprétation. Antiochos IV en déduit une mesure politique radicale : si les Juifs se disputent au sujet de la Loi, il convient de supprimer la Loi. D’ailleurs, il est habituel qu’un peuple révolté perde le privilège de s’administrer selon ses propres lois. La suppression des lois civiles est donc une punition infligée aux Juifs. Antiochos cherche aussi à renforcer le pouvoir de Ménélas dont la légitimité est contestée pour des motifs religieux.

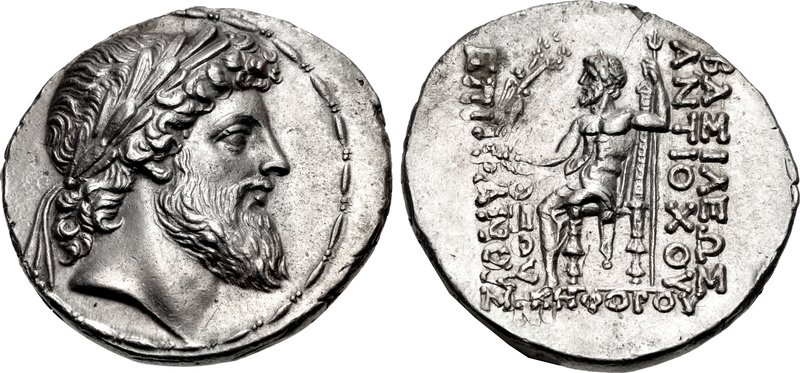
Tétradrachme sous Antiochos IV : tête barbue de Zeus portant couronne de laurier (168--164).

À l'automne 168, Antiochos IV promulgue donc un édit pour abolir la Torah. C’est ce que l’on nomme abusivement l’édit de persécution, qui aboutit de fait à l’interdiction du judaïsme. Les Juifs sont sommés d’abandonner les pratiques essentielles de leur religion : le sacrifice juif est interdit, les fêtes et la circoncision sont mises hors-la-loi avec peine de mort pour ceux qui continuent à observer le Shabbat. Le temple de Jérusalem est consacré à Zeus Olympien.
Antiochos n'agit pas par fanatisme, ni avec l'intention de réaliser l’unité de ses territoires en y créant une unité culturelle. Une telle idée est totalement étrangère aux Grecs. Aucun roi hellénistique, pas plus Antiochos IV qu’un autre, ne s’est soucié d’helléniser ses sujets dont il attend seulement qu’ils paient le tribut et se soumettent à son autorité. Rien dans la politique d’Antiochos IV, bien connu par ailleurs pour son esprit de tolérance, ne laisse entrevoir la moindre volonté d’une politique d’hellénisation forcée, ou de promotion des cultes grecs. Mais, comme ses prédécesseurs et ses successeurs, lorsque des indigènes suffisamment hellénisés souhaitent acquérir le statut favorable d’une polis, il le leur accorde si cela ne contredit pas ses intérêts.
Là où Antiochos IV commet une erreur politique, c’est qu’il n’a pas compris qu’abolir la Torah ne revient pas seulement à priver les Juifs de leurs lois civiles, mais conduit à l’abolition du judaïsme. Nombre de Juifs pieux préfèrent le martyre (d’où les récits édifiants de II Maccabées), alors que d’autres fuient dans le désert. La répression est d’autant plus sanglante que beaucoup de Grecs et de Syriens accusent les Juifs d’arrogance, leur reprochant de nier la divinité des dieux des autres, de refuser de partager leurs repas et d’éviter tout contact sous prétexte de pureté rituelle.

## Révolte contre les Séleucides

### Guérilla des Maccabées

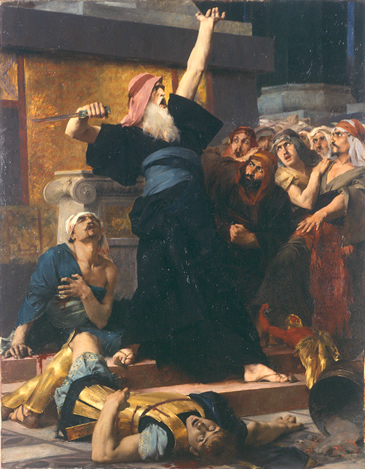
Matthatias refuse de sacrifier aux idoles, G. Popelin (1882).

C’est à ce moment-là (courant 168, début 167 av. J.-C.) qu’interviennent Mattathias (he. מתתיהו בן יוחנן הכהן, Matityahou ben Yohanan HaCohen) et ses fils, notamment son troisième fils Judas, le seul à qui convienne le nom de Maccabée (he. מקבים) d’étymologie incertaine. La révolte est déjà bien commencée, mais sans chef et sans objectifs clairs. D’après le premier Livre des Maccabées, texte qui exalte la dynastie issue de Mattathias, des officiers du roi se seraient adressés à Mattathias, notable respecté de Modi’in, pour lui demander d’accomplir un sacrifice païen en lui faisant miroiter d’être introduit parmi les « amis du roi ». Mattathias refuse, tue un juif qui a accepté de sacrifier ainsi que l’officier du roi, et s’enfuit avec ses fils dans la montagne.
La révolte des Maccabées vise d’abord les Juifs hellénisés qui accommodent l’antique tradition juive avec des ingrédients de culture grecque, et ensuite l’occupant étranger qui taxe durement le pays en même temps qu’il favorise aussi l’expansion du mode de vie et de la culture grecque.
L’intervention de Mattathias et de ses fils vers 168-167 aurait été décisive pour donner des chefs et une organisation militaire à une révolte entamée par des Juifs pieux qui se laissaient massacrer le jour du Shabbat pour ne pas violer la Loi. Si l’on connaît mal ces groupes de hassidim ou pieux engagés aux côtés des Maccabées, il est clair que ces derniers doivent accepter dès le début des compromis avec la Loi, comme combattre le jour du Shabbat. À la mort de Mattathias (166), la direction de la résistance passa à son troisième fils Judas Maccabée, qui a laissé son surnom à toute sa famille. Cette même année 166 voit la victoire des rebelles sur le gouverneur de Syrie à la bataille de Beth Horon. L’année suivante, Judas défait Nicanor et Gorgias dans leur propre campement lors de la bataille d'Emmaüs. Les deux ou trois premières années de la révolte ont été mises à profit pour organiser la force militaire juive.
En 165, Lysias retire ses forces militaires, probablement avec l'intention de négocier. De la fin 165 au printemps 163, les séleucides ne tentent pas de nouvelle invasion. Judas profite de ce répit pour prendre le contrôle de Jérusalem. Dès décembre 165 ou 164, Jérusalem est délivrée et le temple à nouveau dédié à Yahweh. Après la mort d’Antiochos IV en Perside à l’automne 164, et l’avènement d’un roi mineur, Antiochos V, des négociations s’ouvrent : non seulement les deux principaux ministres du roi défunt s’affrontent, mais une mission sénatoriale romaine de passage dans la région a fait savoir qu’elle apportait son plein soutien aux Juifs, de manière à affaiblir un peu plus les Séleucides.
En 164, la fête juive de la Dédicace, Hanoucca, est célébrée pour la première fois dans le temple rendu au seul culte juif. Dès le printemps 163, l’édit de persécution est rapporté. Judas obtient du régent syrien Lysias la liberté de culte pour les Juifs. La guerre se poursuit néanmoins dans la confusion, probablement parce que les communautés juives dispersées aux abords de la Judée se sentent menacées : on connaît ainsi des expéditions de Judas et de ses frères en Syrie du Sud, en Transjordanie, en Idumée (Négev) pour secourir des Juifs persécutés. D’autre part, les troupes séleucides n’ont pas été vaincues : elles continuent à occuper la citadelle de Jérusalem, l'Acra, jusqu’en 141, protégeant par sa seule présence les Juifs hellénisants,. En fait, il s’agit d’une guerre impossible : les Juifs révoltés mènent une guérilla contre laquelle les troupes régulières séleucides sont désarmées, alors que les Juifs sont incapables de battre les Séleucides en rase campagne.

### Vers la victoire des Maccabées
|                                                     |  |                                                     |
| Maccabees et Flavius Renatus, Pays-Bas (1190-1200). |  | Maccabees et Flavius Renatus, Pays-Bas (1190-1200). |

La mort d’Antiochos IV et l’accalmie de 164 av. J.-C. n’entraînent pas la fin des combats. Les réussites militaires de Judas le poussent à assiéger l'Acra, dernier lieu symbole de la présence séleucide à Jérusalem. Les Séleucides réagissent avec force et montent une expédition vers Jérusalem depuis les monts d'Hébron. En 162, à la bataille de Beth Zacharia, Eléazar, frère de Judas, est écrasé par un éléphant de guerre qu’il a tenté de prendre d’assaut. Un an plus tard, les troupes grecques sous la conduite de Nicanor sont en partie anéanties ; mais à la bataille d’Élasa en 160, c’est Judas qui meurt à son tour, laissant la place à son frère Jonathan.
Jonathan mène une politique d’alliance avec Rome pour mieux combattre le gouverneur Bacchidès qui a mis en poste à Jérusalem le Grand Prêtre hellénisant Alcime. De 160 à 158, ce sont les hellénisants qui tiennent le haut du pavé à Jérusalem alors que leur protecteur Bacchidès construit des fortifications notamment à Béthel, Beth-Horon et Emmaüs.
Alors que la guerre s’essouffle, qu’un accord politique est intervenu entre les Maccabées conduits désormais par Jonathan et leurs adversaires et que les hellénistes les plus extrémistes sont éliminés (Ménélas a été exécuté de façon atroce à Alep), un nouveau grand-prêtre, Alcime, choisi parmi les hellénistes modérés, est désigné. Après sa mort en 159 av. J.-C., pourtant, il n’est pas remplacé. Pour Maurice Sartre, la nomination d’Alcime, hellénisant modéré, était acceptée par les révoltés. Pour Élie Barnavi, un accord entre Jonathan et Bacchidès, ministre du souverain Démétrios Ier Sôter, le successeur d’Antiochos IV, n’est réalisé qu’en 152. La chronologie des années 157-152 pose un problème. En 152, Jonathan, profitant de la guerre civile qui oppose deux prétendants au trône à Antioche, parvient à se voir reconnaître le titre de grand-prêtre (auquel il n’a pas droit) en même temps qu’il est honoré de titres de cour séleucides.

## Bilan de la révolte
Démétrios Ier meurt en 150 av. J.-C. ; Démétrios II lui succède. Mais l’un de ses rivaux, Diodote Tryphon, fait prisonnier Jonathan et le met à mort. Simon Maccabée, deuxième fils de Mattathias, succède à son frère cadet. D’après Élie Barnavi, Démétrios II reconnaît l’indépendance de l’État hasmonéen, nom donné à la dynastie issue des Maccabées, mais d’après Maurice Sartre, aucun Séleucide ne reconnaît l’indépendance juive, : des tentatives sont d’ailleurs lancées en 131-130 (avec succès), puis en 87 (sans succès) pour récupérer la Judée. Mais les rois d’Antioche, affaiblis par une querelle dynastique qui empoisonne la vie du royaume jusqu’à sa disparition en 64, sont la plupart du temps incapables de contester l’indépendance de fait conquise par ceux que l’on nomme désormais les Hasmonéens, fondateurs d’un nouvel État juif fortement hellénisé. Simon est considéré comme le fondateur de la dynastie des Hasmonéens. En 140, il est proclamé « grand-prêtre, stratège et ethnarque » à titre héréditaire. Aristobule Ier prend le titre de basileus en 104-103. L’autonomie juive dure jusqu’en 63, quand Pompée prend Jérusalem et soumet la Judée à l’autorité romaine.

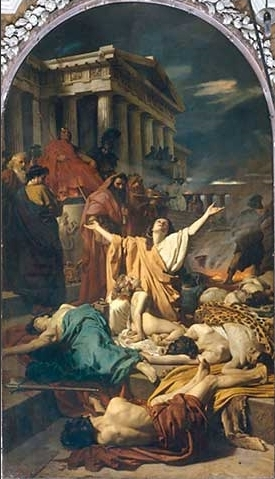
Le Martyre des Sept Maccabées, A. Ciseri (1863).

La révolte des Maccabées apparaît, selon les mots de Maurice Sartre, comme une lutte de libération rapidement couronnée de succès. Les Maccabées savent également profiter des faiblesses de la dynastie séleucide, minée par des querelles internes. Leur diplomatie peut prendre parti pour l’usurpateur du moment, auquel ils arrachent des concessions, ou nouer des alliances lointaines, comme avec Sparte, tout en s’assurant de la bienveillance de la puissance romaine. En même temps, ils ne manquent pas de recourir à ce qu’Élie Barnavi appelle les « armes idéologiques » en établissant des parallèles entre la situation politique contemporaine et celles d’autres époques où le peuple juif était en butte à des problèmes d’assimilation ou d’assujettissement. Les partisans des Maccabées écrivent le Livre de Daniel, le Livre de Judith et le Livre d’Esther qui évoquent plus ou moins la Débora du Livre des Juges.
À partir d’une guerre civile s’est donc produit une escalade lorsque le royaume séleucide a soutenu les Juifs hellénisés dans leur conflit avec les traditionalistes. Au fur et à mesure que le conflit prend de l’ampleur, Antiochos prend le parti des juifs hellénisants en interdisant les pratiques des traditionalistes. Ceci peut expliquer pourquoi Antiochos aurait complètement rompu avec la politique suivie par les Séleucides en d’autres lieux et d’autres époques et en serait venu à interdire la religion traditionnelle de tout un peuple[source insuffisante],.

## Historiographie

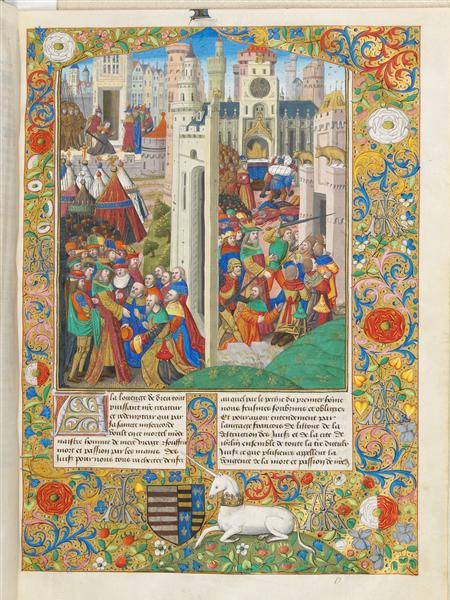
Prise de Jérusalem par le roi Antiochus, La Guerre des Juifs de Flavius Josèphe, trad. par Guillaume Coquillart (1480-1485).

Les quatre Livres des Maccabées sont reconnus par les orthodoxes comme partie de la Bible, tandis que les catholiques ne reconnaissent que les deux premiers. Ils font partie des Livres deutérocanoniques. Les protestants et les Juifs n’en reconnaissent aucun. C’est uniquement par la Hanoucca de 164 que la révolte des Maccabées fait partie de la tradition rabbinique, le reste de l’histoire provient de textes grecs, recueillis plus tard par les chrétiens. L’historien juif Flavius Josèphe a repris ces récits dans sa Guerre des Juifs.
Ces textes présentent l’hellénisation et les persécutions menées par Antiochos IV comme la cause de la révolte, mais la plupart des historiens modernes mettent en avant qu’Antiochos est d'abord intervenu dans une guerre civile interne à la population juive, mettant aux prises juifs traditionalistes et juifs hellénisés,,,. La compétition pour le poste de grand-prêtre oppose des traditionalistes portant des noms hébreux ou araméens, comme Onis, et des hellénisants qui portent des noms grecs comme Jason ou Ménélas. D’autres auteurs soulignent, pour expliquer la guerre civile, les causes socio-économiques à côté des causes purement religieuses.

## Archéologie
Un témoignage sur la révolte des Maccabées a été trouvé dans le désert de Judée lors de fouilles en 2022 dans une des grottes du wadi Murabba'at, sur le flanc nord de la rivière Darga près de la mer Morte. Il s'agit d'un petit trésor contenu dans une boîte en bois, renfermant un morceau de tissu de laine pourpre et 15 pièces d'argent datées de 176 à 170 av. J.-C. Elles ont été frappées de par Ptolémée VI, roi d'Égypte, qui a régné en même temps que son oncle Antiochos IV en Syrie. Ces pièces ont été cachées alors que la région est en proie à l'instabilité à la suite de plusieurs conflits armés, notamment la sixième guerre de Syrie et la révolte des Maccabées. Cette découverte montre que les grottes du désert de Judée servaient déjà de refuge pendant la période hellénistique, et pas seulement lors de la Première guerre judéo-romaine ou la Révolte de Bar Kokhba,.